# 언더 워터 (영화)
《언더 워터》(영어: The Shallows)는 2016년 공개된 미국의 생존 공포 스릴러 영화이다. 자우메 코예트세라 감독의 작품으로, 블레이크 라이블리 단독 주연 영화이다. 서핑 중 암초 위에 고립된 의대생 낸시가 백상아리의 위협으로부터 살아남는 이야기를 다룬다.

## 줄거리
오랜만에 휴가를 보내게 된 의대생 낸시는 꿈에 그리던 멕시코의 파라다이스섬에 도착해 도착해 한가로이 서핑을 만끽한다. 그러나 예상치 못한 거대한 백상아리의 습격으로 부상을 입고 작은 암초로 피신하게 된다. 해변으로부터 고작 200 미터 거리이지만 도움 요청은 전해지지 않고, 더구나 만조가 되면 낸시가 있는 암초는 물에 잠기게 된다. 이제 낸시는 망망대해로 둘러싸인 극한의 상황에서 탈출해야 한다.

## 출연
- 블레이크 라이블리 - 낸시 역
  - 에이바 딘 - 어린 낸시 역
- 오스카르 하에나다 - 카를로스 역
- 브렛 컬런 - 아빠 역
- 서도나 레그 - 클로이 역
- 파블로 캘바 - 소년 역
- 저넬 베일리 - 엄마 역
  - 첼시 무디 - 젊은 엄마 역
- 설리 시걸 - 설리 "스티븐" 시걸 역

## 수상
- 2017년 제43회 새턴 어워즈 후보 최우수 스릴러상 (자우메 코예트세라)

## 같이 보기
- 생존 영화